# Attus maronicus
Attus maronicus är en spindelart som beskrevs av Władysław Taczanowski 1871. Attus maronicus ingår i släktet Attus och familjen hoppspindlar. Inga underarter finns listade.